# Burg Hudemühlen
Die Burg Hudemühlen ist eine abgegangene Burg in Hodenhagen in Niedersachsen. Die an der Meiße gelegene Burgstelle ist seit langem abgerissen und inzwischen überbaut.

## Geschichte
Nach der Zerstörung ihrer Burg Hodenhagen 1289 verließen die Edelleute von Hodenberg diesen Sitz. Möglicherweise nahmen sie als neuen Wohnplatz eine Stelle an der 1330 bezeugten „Mühle zur Hude“ (Hudemühlen) an der Meiße und der Mühlmeiße. Im Lüneburger Lehnsregister von 1360 wird dort ein Hof erwähnt. Sicher bezeugt sind die von Hodenberg dort 1429, als sie die Hälfte ihres Hofes an die Herzöge von Braunschweig-Lüneburg verpfändeten. Die von Hodenberg hatten eine Hofanlage mit wehrhaften Elementen errichtet, die den Ursprung des um 1400 entstandenen Ortes Hodenhagen legte. Erst 1448 wird der Hof der von Hodenberg in Urkunden als Burg bezeichnet, die im 16. Jahrhundert zum Renaissanceschloss Hudemühlen umgestaltet wurde. In diesem Zustand ist es auf einem Merian-Stich von 1654 abgebildet. Wann die Baulichkeiten abgerissen wurden, ist nicht bekannt.

## Beschreibung
Eine bildliche Darstellung der Baulichkeiten besteht nur durch einen Merian-Stich von 1654, der das Schloss zeigt. Es bestand aus drei Hauptgebäuden und einem Wirtschaftsgebäude. Die Bauten waren überwiegend in Fachwerk errichtet. Darüber hinaus bestanden ein runder Bergfried und die Ruine eines freistehenden, rechteckigen Turms an der Mühlmeiße.
Laut der Kurhannoverschen Landesaufnahme von 1784 bestand das Schloss zu dem Zeitpunkt nicht mehr aus geschlossener Bebauung. Die die Anlage umgebenden Wälle sind noch eingezeichnet. Auf einer Karte von 1817 ist die Anlage nicht mehr abgebildet. Ein kleines Gebäude aus der Mitte des 16. Jahrhunderts hatte sich bis zum Ende des 20. Jahrhunderts erhalten. Heute sind von der ursprünglichen Burg und dem späteren Schloss keine baulichen Überreste mehr vorhanden. Es gibt nur eine rechteckige Erhöhung von etwa 100 × 90 Meter, die die Burgstelle kennzeichnet.

## Sage
- Ludwig Bechstein: Hinzelmann[1] (Sage zu "Schloss Hudemühlen über der Aller")